# 數碼港艾美酒店

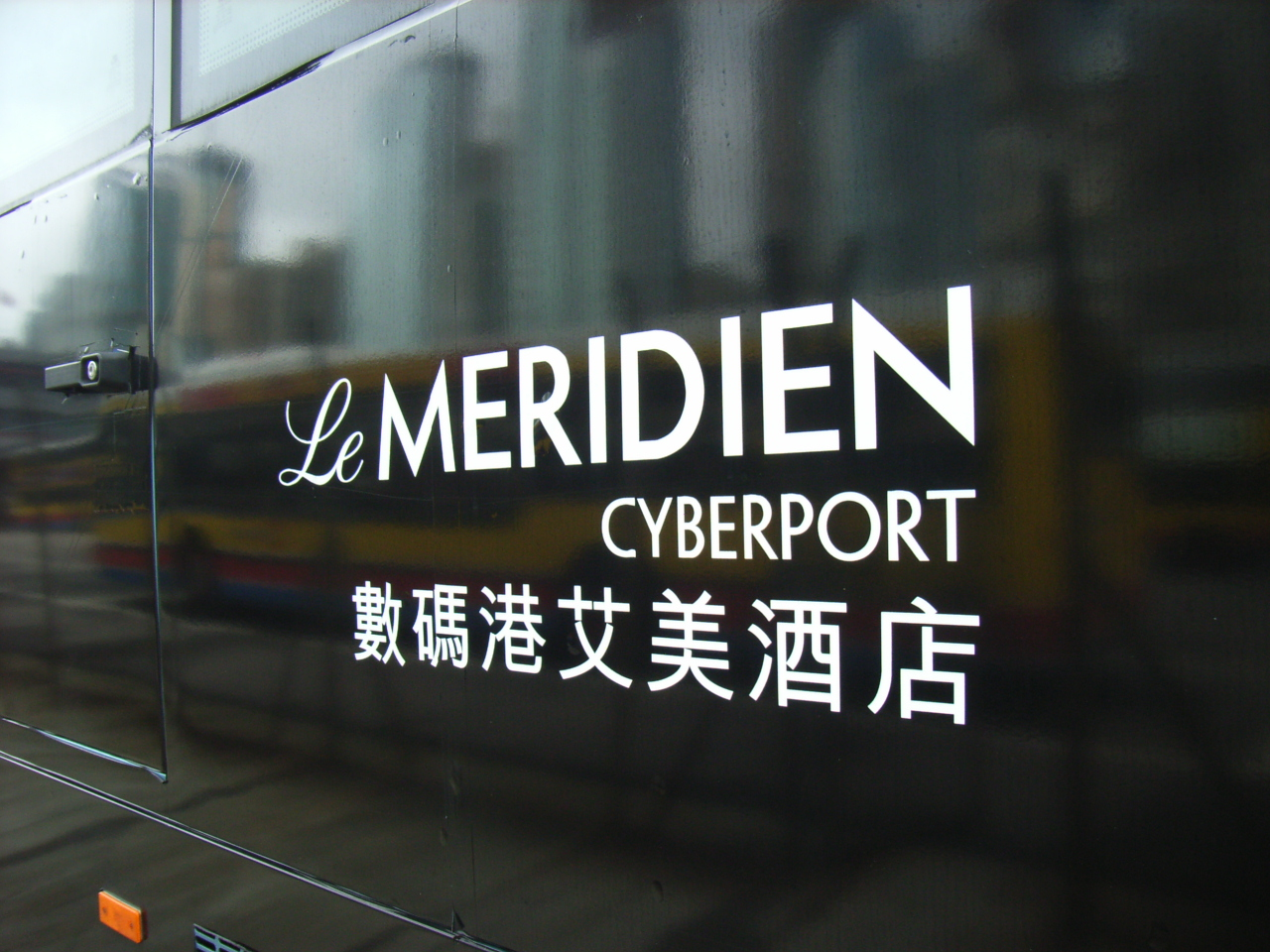
數碼港艾美酒店

香港數碼港艾美酒店（英語：Le Méridien Hong Kong, Cyberport），位處於香港香港島南區鋼綫灣數碼港數碼港道100號，為一間五星級酒店，由艾美酒店管理、金門建築興建、Arquitectonica設計，共有170間房間。於2004年4月20日由時任財政司司長唐英年和電訊盈科副主席兼集團董事總經理蘇澤光共同主持開幕。

## 酒店設施
- 商務中心
- 游泳池
- 蒸氣浴室
- 桑拿
- 托兒服務
- 醫生服務
- 多功能廳
- 展覧廳
- 緩步徑
- 餐廳
- 酒吧
- 停車場
- 購物中心

## 餐廳
- Latitude 22（酒吧）餐廳資料
- Southside Bistro（全天候餐廳）餐廳資料
- Umami (日本菜）餐廳資料
- 南坊（中菜）餐廳資料

## 外部連結
- 香港數碼港艾美酒店官方網站